# 氟气
氟气（化学式：F2）為鹵族元素氟的單質形式，是由两个氟原子组成的双原子分子。
在标准情况下，氟气是淡黄色，有刺激性气味的劇毒气体，难以液化。它会攻击人的粘膜、皮肤、牙齿和眼睛。氟气是最具反应性的物质之一，它的所有反应都强烈的放热。它會与几乎所有物质发生反应，除了三种惰性气体（氦、氖和氩），某些有机分聚合物（特别是聚四氟乙烯）和某些特殊合金。当氟气与其他化学成分，包括异丙醇结合使用，可用于制造毒氣沙林。
这种气体是由法国化学家亨利·莫瓦桑在1886年分离出来的。

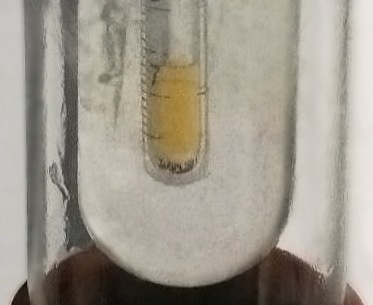
液态氟